# 蒼いときめき
「蒼いときめき」（あおいときめき）は、1985年6月12日に発売された橋本美加子の2枚目のシングル。

## 解説
- 武田久美子の4thシングル候補曲だった。
- 本人出演のライオン『Banミシェル』CMソング。
- 当時の雑誌でのインタビュー記事によると、B面曲「エンジェル・サマー」（デビュー曲路線のメジャーポップス）と最後の最後までA面選択に迷った。

## 収録曲
1. 蒼いときめき（3分19秒）
作詞：SHOW／作曲：誠志郎／編曲：入江純
2. エンジェル・サマー（3分53秒）
作詞：佐藤ありす／作曲：多々納好夫／編曲：大村雅朗